# ص
ص(아랍어: ﺻﺎﺩ, 사드)는 아랍 문자의 열 네 번째 글자로, 음가는 인두화 또는 연구개화된 무성 치경 마찰음 /sˤ/이다.
페니키아 문자 Çādē 에서 변화된 문자로 히브리 문자 צ ‏, 아람 문자 Ṣāḏē , 시리아 문자 Ṣāḏē  ܨ, 그으즈 문자 Ṣädäy ጸ 에 대응하는 문자이다.
원 페니키아 문자의 발음은 /sˤ/로 추정되나, 이를 계승한 셈어군의 여러 언어에서는 별도의 발음으로 분화되었다. 셈조어의 '강세형 자음' 가운데 하나로, 아랍어에서는 각각의 강세형 자음들이 별도의 문자로 분화되어, ص 외에 돠드(ض), 타(ط), 자(ظ)가 되었으나, 아람어에서는 강세형 자음이 아인() 및 테드()로 결합되어, 이후 히브리 문자로 이어졌다.
| 단어에서의 위치: | 독립형 | 어미형 | 어중형 | 어두형 |
| ---------------- | ------ | ------ | ------ | ------ |
| 문자 형태:       | ص‎      | ـص‎     | ـصـ‎    | صـ‎     |